# 2008 en Nouvelle-Écosse
Chronologie de la Nouvelle-Écosse
- 2004
- 2005
- 2006
- 2007
- 2008
- 2009
- 2010
- 2011
- 2012

Cette page concerne des événements d'actualité qui se sont produits durant l'année 2008 dans la province canadienne de la Nouvelle-Écosse.

## Politique
- Premier ministre : Rodney MacDonald
- Chef de l'Opposition :
- Lieutenant-gouverneur : Mayann Francis
- Législature :

## Décès
- 23 janvier : David Askevold, né le 30 mars 1940 à Conrad au Montana et décédé à Halifax, était un artiste canadien, figurant parmi les pionniers de l'art conceptuel, de l'expérimentation vidéo et photographique[1].